# Nelly Bay
Nelly Bay è un villaggio situato su Magnetic Island, nello Stato australiano del Queensland, facente parte della città di Townsville. Centro turistico dell'isola, è collegata alla terraferma da un cospicuo numero di traghetti. Secondo il censimento del 2006, vi vivono 973 abitanti.

## Storia
Eustace Robert Hayles, un imprenditore locale, cominciò a visitare la baia nel 1911 e nel 1917 il Townsville Harbour Board ed il Queensland Marine Department notano la presenza di un molo nella stessa baia. Durante la seconda guerra mondiale, fu costruita una contraerei sull'arenile. Sebbene le vere fondamenta dalla contraerei esistono ancora oggi, esse sono ricoperte dalla vegetazione e circondata dall'abitato.
L'ufficio postale locale aprì solo il 1º luglio 1927, sebbene gli abitanti potessero ricevere (ma non inviare) posta fin dal 1923, salvo essere chiuso nel 1982 e poi definitivamente riaperto nel 1994.

## Geografia fisica

### La Magnetic Harbour
Nelly Bay è il centro dell'isola con lo sviluppo delle sue infrastrutture nella Magnetic Harbour, nota anche come Nelly Bay Harbour. Lo sviluppo prevede la realizzazione di un terminal di traghetti e chiatte, con un'elisuperficie per gli atterraggi d'emergenza, nuovi negozi e nuove abitazioni multi-piano. I collegamenti sono effettuati da Sunferries e Fantasea.